# Belludi, Harihar
Belludi là một làng thuộc tehsil Harihar, huyện Davanagere, bang Karnataka, Ấn Độ.